# Antje Herbst
Antje-Friederike Herbst (* Februar 1967 in Hannover) ist eine deutsche Kapitänin. Sie gehört zu den wenigen Frauen im Kapitänsberuf überhaupt. Herbst wurde durch Berichterstattungen in den Medien überregional bekannt.

## Leben

### Ausbildung und Beruf
Antje Herbst absolvierte nach ihrem Schulabschluss eine Ausbildung als Tischlerin, entschied sich dann allerdings für die Seeschifffahrt und heuerte zunächst auf einem Segelschiff an. Sie arbeitete sieben Jahre lang an Bord von Traditionsseglern in der Passagierfahrt – anfangs als „Deckshand“, später mit niederländischem Patent als Steuermann – und befuhr vor allem die Nord- und Ostsee. Nachdem sie vom Bundesamt für Seeschifffahrt und Hydrografie (BSH) eine Ausnahmegenehmigung bekommen hatte, studierte sie Nautik am Fachbereich Seefahrt der Hochschule Wismar in Warnemünde und schloss ihr Studium im Jahr 2004 mit dem Kapitänspatent ab.
Anschließend fuhr sie als Zweiter und Erster Offizier, anfangs kurze Zeit auf einem Containerschiff und dann im Bereich der Schwergutschifffahrt. Seit 2004 ist sie bei der in Bremen ansässigen Projekt- und Schwergut-Reederei Beluga Shipping angestellt, die sich seit Mai 2011 in einem Insolvenzverfahren befindet und deren Kerngeschäft Anfang Juni 2011 von der neu gegründeten Hansa Heavy Lift (HHL) der US-amerikanischen Investmentgesellschaft Oaktree Capital Management übernommen wurde.

### Kapitän derBeluga Revolution

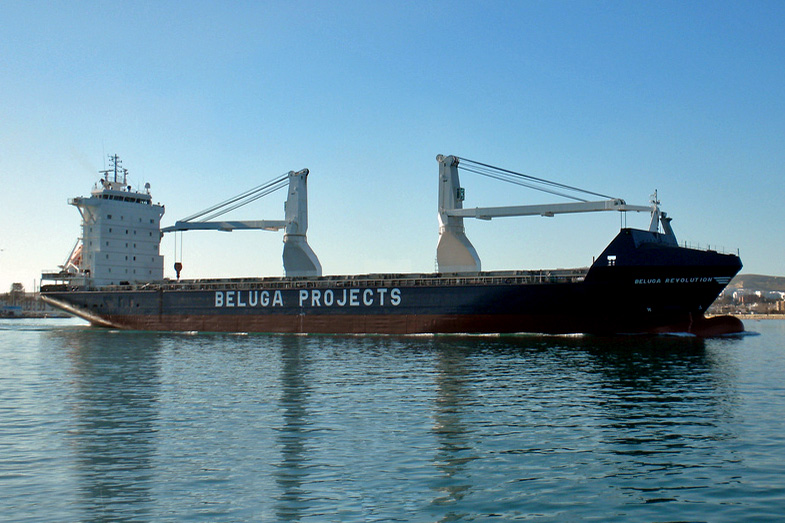
Der Mehrzweck-Schwergutfrachter Beluga Revolution der Beluga Shipping (2010, vor der tunesischen Küste).

Herbst übernahm im Februar 2009 als erster weiblicher Kapitän der Beluga-Flotte den 134,65 Meter langen Mehrzweck-Schwergutfrachter Beluga Revolution, das Typschiff der R-Serie von Beluga. Das 2005 von den niederländischen Werftengruppe Volharding Shipyards für die Beluga Group gebaute Schiff verfügt über eine Geschwindigkeit von 18 kn, eine Containerkapazität von 547 TEU und eine Tragfähigkeit von 10.536 dwt.

### Öffentliche Wahrnehmung
Antje Herbst ist „die einzige deutsche Kapitänin eines Schwergutfrachters“ und eine von nur zehn weiblichen Kapitänen auf Großer Fahrt in Deutschland (Stand 2012). Ihre besondere Berufssituation als Frau in einem „reinen Männerberuf“, in dem „Frauen nicht normal sind“, fand überregionales Interesse in der Öffentlichkeit, und es gab über Antje Herbst zahlreiche Berichterstattungen in überregionalen Zeitungen, Zeitschriften und Fachzeitschriften sowie auch im Fernsehen.
2010 drehte das ZDF über sie eine Fernseh-Reportage, die in der ZDF-Sendereihe ZDF.reportage gezeigt und die inzwischen von weiteren Fernsehsendern wie DW-TV, Phoenix, ZDFinfokanal und 3sat ausgestrahlt sowie teils mehrmals wiederholt wurde. In Printmedien und Internet-Zeitungen wie Badische Zeitung, FAZ.NET, Neues Deutschland und Weser-Kurier wurde sie jeweils ausführlich porträtiert.

## Film
- Die Frau auf der Brücke. Mit einer Kapitänin auf großer Fahrt. Reportage von Torsten Mehltretter, ZDF 2010, Sendereihe ZDF.reportage, 30 Minuten (online-Infos bei 3sat).